# На дорогах войны
«На дорогах войны» — советский художественный фильм 1958 года, киноповесть (ч/б). Прообразом главного героя стал оператор Владимир Сущинский.

## Краткое содержание
Великая Отечественная война. Смерть в свисте каждой пули, каждого снаряда. Горящие здания, голодные люди в подвалах. Сколько людей прошло по огненной земле — терпеливых, мужественных, молчаливых. Рядом с ними шагал кинооператор Владимир Сушков (Анатолий Кузнецов), создавая суровую повесть о тех, кто был и не был на войне…

## В ролях
- Всеволод Санаев — Иван Фёдорович Уваров, сержант, парторг
- Анатолий Кузнецов — Владимир Сушков
- Юрий Соловьёв — Виктор Николаевич Муромцев, лейтенант, командир батареи
- Евгений Шутов — Прибытков
- Ия Арепина — Вера
- Х. Страхов — Драудин
- Борис Муравьев — Владимир Васильев
- Юлия Цоглин — Ксения Ивлева
- Олег Мокшанцев — Мазепа, старшина противотанковой батареи
- Юрий Киреев — Анатолий Крыленко
- Михаил Бочаров — Седых
- Светлана Серова — эпизод
- Пётр Соболевский — Кулич
- Борис Шухмин — генерал 31-й
- Геннадий Юхтин — повар
- Виктор Маркин — радист
- Клеон Протасов — кинооператор
- Александр Алёшин — эпизод
- Виктор Глущенко — Марьин
- Юрий Лукин — эпизод
- Геннадий Бойцов — эпизод
- Николай Засеев-Руденко — эпизод
- А. Бронский — эпизод
- И. Диденко — эпизод
- К. Логачев — эпизод
- Р. Бовэ — эпизод
- Владимир Клунный — командир взвода разведчиков
- Пётр Любешкин — солдат с ломиком (нет в титрах)

## Съёмочная группа
- Режиссёр: Лев Сааков
- Авторы сценария: Николай Фигуровский, Лев Сааков
- Операторы: Игорь Гелейн, Валентин Захаров
- Художник: Семён Ушаков
- Композитор: Кирилл Молчанов
- Текст песни: Евгений Долматовский
- Звукорежиссёр: Вячеслав Лещев

## Песня из кинофильма
«Песня о Севастополе»
- музыка: Кирилл Молчанов
- слова: Евгений Долматовский

Севастополь- тополь — тополь

На высоком берегу.

Я по стольким дорогам протопал

Но тебя позабыть не могу.
Словно вьюга — юга — юга

Тополиный пух весной.

На Приморском бульваре подруга

Ожидает свиданья со мной.
Все невзгоды-годы-годы

Все равно переживу

Мой родной белокаменный город

Я увижу тебя наяву